# Listă de companii producătoare de armament din România
Listă de companii producătoare de armament din România:
- Aeroteh
- Arsenal Reșița
- Automecanica Moreni
- Carfil
- Condor
- Daewoo Mangalia Heavy Industries
- Electromecanica
- Elprof
- Fabrica de Pulberi Făgăraș
- Întreprinderea Optică Română
- Metrom
- MFA Mizil
- Pirochim
- Romaero
- Romarm
- Rompiro Orăștie -  Arhivat în 11 februarie 2009, la Wayback Machine.
- Romtehnica
- Sparomex
- Uzina de Produse Speciale Dragomirești
- Uzina Mecanică București
- Uzina Mecanică Cugir
- Uzina Mecanică Drăgășani
- Uzina Mecanică Filiași
- Uzina Mecanică Mija
- Uzina Mecanică Orăștie
- Uzina Mecanică Plopeni
- Uzina Mecanică Sadu
- Uzina Mecanică Tohan

- RATMIL, Regia „Arsenalul Armatei” și RASIROM, unitate coordonată de SRI - [nefuncțională]